# Cachoeira do Tiburtino
A Cachoeira do Tiburtino  é uma queda d'água localizada no Parque Municipal de Mucugê na Chapada Diamantina, na cidade brasileira de Mucugê, região central da Bahia.
Seu nome deriva de antigo garimpeiro com este nome que, como outros em que apesar de não serem proprietários das terras onde exerciam a lavra, tinham o direito de ali exercerem essa atividade reconhecida por todos.

## Características
Localizada a uma altitude de 900 metros, é uma das principais atrações do Parque que é aquele que melhor infraestrutura possui na região da Chapada, sendo além disso de fácil acesso, razão pela qual também é objeto de visitação pelos próprios moradores, além dos turistas.
Constitui-se numa cachoeira de pequeno porte, com apenas 1,5 metro de altura, em um trecho rochoso do leito do rio Cumbuca. Como atração turística constitui-se numa caminhada curta e sem dificuldades, com cerca de um quilômetro e meio da cidade, num trajeto que inclui passagem pelo Museu Vivo do Garimpo. O local oferece "uma boa área para banho e queda d’água, o que pode variar a depender da quantidade de chuvas. Em geral, costuma chover na região entre novembro e fevereiro".